# Tschammerpokal 1937
Der dritte Wettbewerb um den Tschammerpokal fand im Jahr 1937 statt.
Am 1937er Wettbewerb nahmen 4500 Mannschaften teil, meist aus Kostengründen hatten etwa 1000 weniger Kreisligisten als im Vorjahr gemeldet. Es kam zu einigen organisatorischen Pannen, entgegen dem Pokalstatut mussten mehrere Gauligameister bereits auf der regionalen Ebene antreten. Das hatte unter anderem zur Folge, dass der pommersche Meister Viktoria Stolp nicht mehr in der 1. Schlussrunde vertreten war. Durch einen Rechenfehler bestand das Feld der 1. Schlussrunde statt aus 64 nur aus 61 Mannschaften, sodass drei Teams ein Freilos erhielten. Am bisherigen Modus Gaugruppenspiele – Schlussrunden – Viertel- bis Halbfinale und Endspiel änderte sich nichts.
Gewinner des Endspiels am 9. Januar 1938 wurde der FC Schalke 04 durch einen 2:1-Sieg über Fortuna Düsseldorf.

## Teilnehmende Mannschaften
Für die 1. Schlussrunde waren folgende Mannschaften qualifiziert:
- a: 13 Meister-Vereine der Saison 1936/37 der Gauligen

| Gauliga            | Verein                             |  | Gauliga       | Verein                             |
| ------------------ | ---------------------------------- |  | ------------- | ---------------------------------- |
| Ostpreußen         | Qualifikation auf regionaler Ebene |  | Pommern       | Qualifikation auf regionaler Ebene |
| Berlin-Brandenburg | Hertha BSC                         |  | Schlesien     | Qualifikation auf regionaler Ebene |
| Sachsen            | BC Hartha                          |  | Mitte         | SV Dessau 05                       |
| Nordmark           | Hamburger SV                       |  | Niedersachsen | Werder Bremen                      |
| Westfalen          | FC Schalke 04                      |  | Niederrhein   | Fortuna Düsseldorf                 |
| Mittelrhein        | VfR Köln 04 rrh.                   |  | Hessen        | SV 06 Kassel-Rothenditmold         |
| Südwest            | Wormatia Worms                     |  | Baden         | SV Waldhof                         |
| Württemberg        | VfB Stuttgart                      |  | Bayern        | 1. FC Nürnberg                     |

- b: 48 aus den Pokalspielen auf regionaler Ebene qualifizierte Vereine

| Gauliga                                               | Verein |  | Gauliga                          | Verein |
| ----------------------------------------------------- | --- |  | -------------------------------- | --- |
| Ostpreußen / Pommern / Berlin-Brandenburg / Schlesien | SV Hindenburg Allenstein BuEV Danzig Berliner SV 92 Minerva 93 Berlin Tennis Borussia Berlin Wacker 04 Tegel Beuthener SuSV 09 Breslauer FV 06 SC Schlesien Haynau SV Ratibor 03 |  | Mitte / Nordmark / Niedersachsen | VfB Sömmerda SC Sperber Hamburg SC Victoria Hamburg Holstein Kiel SV Polizei Lübeck FC St. Pauli Eintracht Braunschweig Eimsbütteler TV Hannover 96 Rasensport Harburg |
| Westfalen / Niederrhein / Mittelrhein                 | Schwarz-Weiß Wuppertal Germania Bochum TuRa Bonn Borussia Dortmund TuRU Düsseldorf Duisburger FV 08 Homberger SV Rot-Weiß Oberhausen Alemannia Plaidt SpVgg Sülz 07              |  | Sachsen / Hessen / Bayern        | Polizei SV Chemnitz Dresdner SC Planitzer SC VfB Friedberg SpVgg Fürth Dunlop SV Hanau WKG BSG Neumeyer Nürnberg SC Bajuwaren München                                  |
| Südwest / Baden / Württemberg                         | Eintracht Frankfurt FSV Frankfurt Freiburger FC VfR Mannheim Kickers Offenbach VfB Mühlburg Karlsruher FV FV Kickers Frankenthal 1. SSV Ulm 1928 FV Zuffenhausen                 |  |                                  | |

## 1. Schlussrunde
Die Spiele fanden von 22. bis 29. August 1937 statt.
| Spiele    | Tore         | Zuschauerdurchschnitt |
| --------- | ------------ | --------------------- |
| 29 Spiele | 127 (⌀ 4,38) | 3600                  |

| Datum         |                           | Ergebnis  |                            |
| ------------- | ------------------------- | --------- | -------------------------- |
| So 22.08.1937 | Wacker 04 Tegel           | 6:0       | SV Hindenburg Allenstein   |
| So 29.08.1937 | VfB Sömmerda              | 0:4       | Eintracht Braunschweig     |
| So 29.08.1937 | TuRa Bonn                 | 4:2       | SV 06 Kassel-Rothenditmold |
| So 29.08.1937 | FC St. Pauli              | 0:1       | Rot-Weiß Oberhausen        |
| So 29.08.1937 | Kickers Frankenthal       | 1:3       | FC Schalke 04              |
| So 29.08.1937 | Schwarz-Weiß Wuppertal    | 5:1       | SV Dessau 05               |
| So 29.08.1937 | VfB Friedberg             | 0:2       | SV Waldhof                 |
| So 29.08.1937 | VfR Mannheim              | 4:1       | Kickers Offenbach          |
| So 29.08.1937 | SV Ratibor 03             | 2:3       | Polizei SV Chemnitz        |
| So 29.08.1937 | WKG BSG Neumeyer Nürnberg | 0:1 n. V. | VfB Stuttgart              |
| So 29.08.1937 | Planitzer SC              | 3:1       | Beuthener SuSV 09          |
| So 29.08.1937 | TuRU Düsseldorf           | 4:7       | Hannover 96                |
| So 29.08.1937 | Minerva 93 Berlin         | 0:0 n. V. | SC Victoria Hamburg        |
| So 29.08.1937 | SC Schlesien Haynau       | 0:10      | BC Hartha                  |
| So 05.09.1937 | Freiburger FC             | 1:3       | Wormatia Worms             |
| So 29.08.1937 | 1. SSV Ulm 1928           | 4:1       | 1. FC Nürnberg             |
| So 29.08.1937 | SV Polizei Lübeck         | 0:1       | Berliner SV 92             |
| So 29.08.1937 | Germania Bochum           | 6:5       | VfR Köln 04 rrh.           |
| So 29.08.1937 | FV Zuffenhausen           | 0:3       | SpVgg Fürth                |
| So 29.08.1937 | Rasensport Harburg        | 2:5       | Werder Bremen              |
| So 29.08.1937 | Borussia Dortmund         | 3:1       | Hamburger SV               |
| So 29.08.1937 | Alemannia Plaidt          | 1:3       | Duisburger FV 08           |
| So 29.08.1937 | VfB Mühlburg              | 2:1       | FSV Frankfurt              |
| So 29.08.1937 | Dunlop SV Hanau           | 0:2       | Eimsbütteler TV            |
| So 29.08.1937 | SpVgg Sülz 07             | 2:0       | Eintracht Frankfurt        |
| So 29.08.1937 | Tennis Borussia Berlin    | 3:1       | SC Sperber Hamburg         |
| So 29.08.1937 | SC Bajuwaren München      | 1:4       | Karlsruher FV              |
| So 29.08.1937 | Homberger SV              | 0:1       | Holstein Kiel              |
| So 29.08.1937 | BuEV Danzig               | 2:3 n. V. | Hertha BSC                 |
|               | Breslauer FV 06           | Freilos   |                            |
|               | Dresdner SC               | Freilos   |                            |
|               | Fortuna Düsseldorf        | Freilos   |                            |

- Das Spiel FFC – Wormatia fand erst am 5. September 1937 statt.

(Quelle: Kicker Nr. 36 vom 7. September 1937, Seite 8)

### Wiederholungsspiel
| Datum      |                     | Ergebnis |                            |
| ---------- | ------------------- | -------- | -------------------------- |
| 05.09.1937 | SC Victoria Hamburg | 2:0      | Minerva 93 Berlin, Z. 1200 |

## 2. Schlussrunde
Die Spiele fanden von 19. September bis 17. Oktober 1937 statt.
| Spiele    | Tore        | Zuschauerdurchschnitt |
| --------- | ----------- | --------------------- |
| 16 Spiele | 68 (⌀ 4,25) | 3900                  |

| Datum         |                        | Ergebnis  |                        |
| ------------- | ---------------------- | --------- | ---------------------- |
| So 19.09.1937 | Eintracht Braunschweig | 2:0       | TuRa Bonn              |
| So 19.09.1937 | FC Schalke 04          | 2:1       | Rot-Weiß Oberhausen    |
| So 19.09.1937 | SV Waldhof Mannheim    | 3:0       | Schwarz-Weiß Wuppertal |
| So 19.09.1937 | Polizei Chemnitz       | 5:2       | VfR Mannheim           |
| So 19.09.1937 | VfB Stuttgart          | 2:0       | SC Planitz             |
| So 19.09.1937 | BC Hartha              | 2:1       | Wacker 04 Tegel        |
| So 19.09.1937 | Wormatia Worms         | 4:1       | 1. SSV Ulm 1928        |
| So 19.09.1937 | Berliner SV 92         | 3:0       | Germania Bochum        |
| So 19.09.1937 | SpVgg Fürth            | 7:1       | FV 1906 Breslau        |
| So 19.09.1937 | Werder Bremen          | 3:4 n. V. | Borussia Dortmund      |
| So 19.09.1937 | Duisburger FV 08       | 1:0       | VfB Mühlburg           |
| So 19.09.1937 | Eimsbütteler TV        | 2:0       | SpVgg Sülz             |
| So 19.09.1937 | Tennis-Borussia Berlin | 3:4 n. V. | Dresdner SC            |
| So 19.09.1937 | Karlsruher FV          | 0:2       | Fortuna Düsseldorf     |
| So 19.09.1937 | Holstein Kiel          | 5:3       | Hertha BSC             |
| So 17.10.1937 | Hannover 96            | 3:2       | SC Victoria Hamburg    |

## Achtelfinale
Die Spiele fanden am 31. Oktober 1937 statt.
|                        | Ergebnis  |                  |
| ---------------------- | --------- | ---------------- |
| Eintracht Braunschweig | 0:1 n. V. | FC Schalke 04    |
| SV Waldhof Mannheim    | 2:0       | Polizei Chemnitz |
| VfB Stuttgart          | 2:1       | Hannover 96      |
| BC Hartha              | 4:2       | Wormatia Worms   |
| Berliner SV 92         | 1:0       | SpVgg Fürth      |
| Borussia Dortmund      | 1:1 n. V. | Duisburger FV 08 |
| Dresdner SC            | 3:0       | Eimsbütteler TV  |
| Fortuna Düsseldorf     | 2:1       | Holstein Kiel    |

- Die Spiele Mannheim – Chemnitz, Düsseldorf – Kiel und Worms – Hartha fanden am 7. November 1937 statt.

(Quelle: Kicker Nr. 44.vom 2. November 1937, Seite 4)

### Wiederholungsspiel
| Datum            |                  | Ergebnis |                   |
| ---------------- | ---------------- | -------- | ----------------- |
| 7. November 1937 | Duisburger FV 08 | 1:3      | Borussia Dortmund |

## Viertelfinale
Die Spiele fanden am 14. November 1937 statt.
|                     | Ergebnis |                   |
| ------------------- | -------- | ----------------- |
| FC Schalke 04       | 3:1      | Berliner SV 92    |
| SV Waldhof Mannheim | 4:3      | Borussia Dortmund |
| Dresdner SC         | 3:1      | VfB Stuttgart     |
| Fortuna Düsseldorf  | 4:1      | BC Hartha         |

## Halbfinale
Die Spiele fanden am 5. Dezember 1937 statt.
|                    | Ergebnis |                     | Ort                                            | Zuschauer |
| ------------------ | -------- | ------------------- | ---------------------------------------------- | --------- |
| FC Schalke 04      | 2:1      | SV Waldhof Mannheim | Erfurt (Mitteldeutsche Kampfbahn)\|\|37.000 Z. |           |
| Fortuna Düsseldorf | 5:2      | Dresdner SC         | Hannover (Hindenburgkampfbahn)\|\|             |           |

- (Quelle: Kicker Nr. 49 vom 7. Dezember 1937 -Seiten 1, 4, 5)

## Finale
| FC Schalke 04 | FC Schalke 04 | Fortuna Düsseldorf | Fortuna Düsseldorf |
| --- | --- | --- | ------------------ |
| FC Schalke 04 | \| Sonntag, 9. Januar 1938 in Köln (Müngersdorfer Stadion) \| \| Ergebnis: 2:1 (0:0) \| \| Zuschauer: 72.000 \| \| Schiedsrichter: Hans Grabler (Regensburg) 00000Spielbericht Im ersten Westderby der jungen Pokalgeschichte war der FC Schalke 04 eindeutiger Favorit, die Knappen wollten nach der überlegenen Meisterschaft 1937 nun durch den Pokalsieg das Double perfekt machen. Bei regnerischem Wetter tasteten sich beide Mannschaften zunächst ab. Überraschend hatte Düsseldorf bereits nach fünf Minuten die erste Torchance des Spiels, der Rechtsaußenstürmer Albrecht scheiterte jedoch am Schalker Torwart Klodt. Anschließend schlug die Stunde von Fritz Szepan. Obwohl der Einsatz des zuvor lange verletzten Schalker Regisseurs bis kurz vor Spielbeginn fraglich gewesen war, schwang er sich zu einer spielerischen Meisterleistung auf, mit der er seine Mannschaft auf Erfolgskurs brachte. Nachdem es zum Pausenpfiff noch 0:0 gestanden hatte, holte Schalke unmittelbar nach Wiederanstoß zu einem Doppelschlag aus. In der 46. und 47. Minute brachten Kalwitzki und Szepan in ihre Mannschaft mit 2:0 in Front. Diesen Schock konnten die Fortunen nicht verkraften und blieben lange Zeit gegen den Schalker Spielwirbel machtlos. Zwar konnten sie in der 84. Minute noch einmal Hoffnung schöpfen, als Janes einen Handelfmeter verwandeln konnte, doch Schalke 04 hielt seinen Vorsprung bis zum Schlusspfiff fest. \| | \| Sonntag, 9. Januar 1938 in Köln (Müngersdorfer Stadion) \| \| Ergebnis: 2:1 (0:0) \| \| Zuschauer: 72.000 \| \| Schiedsrichter: Hans Grabler (Regensburg) 00000Spielbericht Im ersten Westderby der jungen Pokalgeschichte war der FC Schalke 04 eindeutiger Favorit, die Knappen wollten nach der überlegenen Meisterschaft 1937 nun durch den Pokalsieg das Double perfekt machen. Bei regnerischem Wetter tasteten sich beide Mannschaften zunächst ab. Überraschend hatte Düsseldorf bereits nach fünf Minuten die erste Torchance des Spiels, der Rechtsaußenstürmer Albrecht scheiterte jedoch am Schalker Torwart Klodt. Anschließend schlug die Stunde von Fritz Szepan. Obwohl der Einsatz des zuvor lange verletzten Schalker Regisseurs bis kurz vor Spielbeginn fraglich gewesen war, schwang er sich zu einer spielerischen Meisterleistung auf, mit der er seine Mannschaft auf Erfolgskurs brachte. Nachdem es zum Pausenpfiff noch 0:0 gestanden hatte, holte Schalke unmittelbar nach Wiederanstoß zu einem Doppelschlag aus. In der 46. und 47. Minute brachten Kalwitzki und Szepan in ihre Mannschaft mit 2:0 in Front. Diesen Schock konnten die Fortunen nicht verkraften und blieben lange Zeit gegen den Schalker Spielwirbel machtlos. Zwar konnten sie in der 84. Minute noch einmal Hoffnung schöpfen, als Janes einen Handelfmeter verwandeln konnte, doch Schalke 04 hielt seinen Vorsprung bis zum Schlusspfiff fest. \| | Fortuna Düsseldorf |
| FC Schalke 04 | Hans Klodt – Ernst Sontow, Hans Bornemann – Rudolf Gellesch, Otto Tibulsky, Walter Berg – Ernst Kalwitzki, Fritz Szepan, Ernst Poertgen, Ernst Kuzorra , Adolf Urban Cheftrainer: Hans Schmidt | Willi Pesch – Paul Janes, Bernhard Kluth – Paul Mehl, Jakob Bender, Edmund Czaika – Ernst Albrecht, Willi Wigold, Hans Heibach, Felix Zwolanowski, Stanislaus Kobierski Cheftrainer: Karl Flink | Fortuna Düsseldorf |
| FC Schalke 04 | 1:0 Kalwitzki (46.) 2:0 Szepan (47.) | 2:1 Janes (84., Handelfmeter) | Fortuna Düsseldorf |
| Sonntag, 9. Januar 1938 in Köln (Müngersdorfer Stadion) | | |                    |
| Ergebnis: 2:1 (0:0) | | |                    |
| Zuschauer: 72.000 | | |                    |
| Schiedsrichter: Hans Grabler (Regensburg) 00000Spielbericht Im ersten Westderby der jungen Pokalgeschichte war der FC Schalke 04 eindeutiger Favorit, die Knappen wollten nach der überlegenen Meisterschaft 1937 nun durch den Pokalsieg das Double perfekt machen. Bei regnerischem Wetter tasteten sich beide Mannschaften zunächst ab. Überraschend hatte Düsseldorf bereits nach fünf Minuten die erste Torchance des Spiels, der Rechtsaußenstürmer Albrecht scheiterte jedoch am Schalker Torwart Klodt. Anschließend schlug die Stunde von Fritz Szepan. Obwohl der Einsatz des zuvor lange verletzten Schalker Regisseurs bis kurz vor Spielbeginn fraglich gewesen war, schwang er sich zu einer spielerischen Meisterleistung auf, mit der er seine Mannschaft auf Erfolgskurs brachte. Nachdem es zum Pausenpfiff noch 0:0 gestanden hatte, holte Schalke unmittelbar nach Wiederanstoß zu einem Doppelschlag aus. In der 46. und 47. Minute brachten Kalwitzki und Szepan in ihre Mannschaft mit 2:0 in Front. Diesen Schock konnten die Fortunen nicht verkraften und blieben lange Zeit gegen den Schalker Spielwirbel machtlos. Zwar konnten sie in der 84. Minute noch einmal Hoffnung schöpfen, als Janes einen Handelfmeter verwandeln konnte, doch Schalke 04 hielt seinen Vorsprung bis zum Schlusspfiff fest. | | |                    |

## Erfolgreichste Torschützen
(1. Schlussrunde bis Finale)
| Spieler        | Verein              | Tore |
| -------------- | ------------------- | ---- |
| Kurt Männer    | BC Hartha           | 7    |
| Erwin Helmchen | Polizei SV Chemnitz | 6    |
| August Lenz    | Borussia Dortmund   | 6    |
| Helmut Schön   | Dresdner SC         | 5    |
| Otto Siffling  | SV Waldhof Mannheim | 5    |
| Fritz Wente    | Hannover 96         | 5    |